# Tomoaki Matsukawa
Tomoaki Matsukawa (松川 友明?, Matsukawa Tomoaki; Prefettura di Kanagawa, 18 aprile 1973) è un ex calciatore giapponese, di ruolo centrocampista.